# Nebraska (Ryan Adams)
Nebraska è il ventitreesimo album in studio del cantautore statunitense Ryan Adams (il diciannovesimo come solista), pubblicato il 7 dicembre 2022; l'intero album è "una cover" dell'omonimo album Di Bruce Springsteen del 1982.

## Tracce
1. Nebraska – 3:31
2. Atlantic City – 4:05
3. Mansion on the Hill – 3:50
4. Johnny 99 – 2:12
5. Highway Patrolman – 6:47
6. State Trooper – 5:44
7. Used Cars – 4:05
8. Open All Night – 4:31
9. My Father's House – 5:41
10. Reason to Believe – 3:49